# Бермуди (аеропорт)
Міжнародний аеропорт імені Л. Ф. Уейда (IATA: BDA, ICAO: TXKF) — міжнародний аеропорт, що є єдиним летовищем, що обслуговує британську заморську територію Бермудські Острови в північній частині Атлантичного океану. Він розташований у парафії Сент-Джордж і знаходиться в 6  морських милях (11 км; 6,9 миль) на північний схід від столиці Бермудських островів Гамільтона. У 2016 році міжнародний аеропорт Л. Ф. Уейда обслугував близько 402 925 пасажирів, що на 5,6% більше, ніж у 2006 році. Він має один пасажирський термінал, один вантажний термінал, вісім стоянок для літаків і може підтримувати прибуття літаків всіх розмірів, включно Airbus A380. В даний час вісім пасажирських або вантажних авіакомпаній здійснюють сезонні або цілорічні регулярні рейси до аеропорту Бермудських островів з Канади, Великої Британії та Сполучених Штатів.